# Pétrosz Perszákisz
Pétrosz Perszákisz (görögül: Πέτρος Περσάκης; Athén, 1879 – 1952) olimpiai ezüstérmes görög tornász.
Az 1896. évi nyári olimpiai játékokon indult tornában, és a gyűrűgyakorlatban bronzérmes lett. Csapat korlátban ezüstérmet nyert három másik társával együtt.
Az olimpiai bronzérmes hármasugró, Joánisz Perszákisz öccse.